# Stenophylax vibex
Stenophylax vibex är en nattsländeart som först beskrevs av Curtis 1834.  Stenophylax vibex ingår i släktet Stenophylax och familjen husmasknattsländor. Inga underarter finns listade i Catalogue of Life.